# 約書亞·巴賽特 (迷你專輯)
《約書亞·巴賽特》（英語：Joshua Bassett EP）是美國創作歌手約書亞·巴賽特個人首張出道迷你專輯，由華納唱片在2021年3月12日發行。

## 發行背景
《你是我的天堂》的現場版早於2020年12月23日在YouTube平台上線，其後確認收錄於其同名出道迷你專輯。
個人出道迷你專輯確認於2021年發行，而首波主打歌《謊話連篇》已於2021年1月14日正式發行。兩星期後，專輯第二波主打歌《只是時間的問題》正式發行。
巴賽特和莎賓娜·卡本特合作的歌曲《我們都清楚》原本計劃收錄於迷你專輯中，但是後來被歌曲《告訴自己》取代。巴賽特解釋：「他希望自己的音樂不要失去重心，希望聽眾能夠專注在音樂本身」。
《告訴自己》將於2021年3月13日作為專輯第三主打歌發行。

## 創作背景
迷你專輯主要圍繞萌芽的愛情和分裂關係的故事。

## 曲目
| 平裝版   | 平裝版                                  | 平裝版 |
| 曲序     | 曲目                                    | 时长   |
| -------- | --------------------------------------- | ------ |
| 1.       | 對不起（Sorry）                         | 3:22   |
| 2.       | 重做一次（Do It All Again）             | 3:31   |
| 3.       | 謊話連篇（Lie Lie Lie）                 | 2:56   |
| 4.       | 只是時間的問題（Only a Matter of Time） | 3:14   |
| 5.       | 告訴自己（Telling Myself）              | 2:49   |
| 6.       | 你是我的天堂（Heaven Is You）           | 3:43   |
| 总时长： | 总时长：                                | 20:35  |

## 榜單表現
| 榜單 (2021)                              | 最高排名 |
| ---------------------------------------- | -------- |
| 英國 （專輯下載榜）                      | 67       |
| 美國（《告示牌》Top Heatseekers Albums） | 19       |